# Ед Маркі
Едвард Джон «Ед» Маркі (англ. Edward John «Ed» Markey; нар. 11 липня 1946, Молден, Массачусетс) — американський політик і член Демократичної партії, сенатор США від штату Массачусетс з 2013, з 1976 по 2013 працював членом Палати представників.
Маркі навчався у Бостонському коледжі, де він отримав ступінь бакалавра у 1968 році і диплом юриста у 1972, потім працював адвокатом. Він також був членом Палати представників Массачусетсу з 1973 по 1976.
Католик, одружений.
У січні 2022 проголосував проти проєкту санкцій для газогону «Північний потік-2» як засобу запобігання російському вторгненню в Україну.